# Poésie et Vérité
Poésie et Vérité, souvenirs de ma vie (titre original : Aus meinem Leben. Dichtung und Wahrheit) est une autobiographie de l'écrivain allemand Johann Wolfgang von Goethe, que celui-ci écrivit entre 1808 et 1831 et dans laquelle il décrit des épisodes marquants de son enfance et de sa jeunesse, de 1749 à 1775.

## Une autobiographie

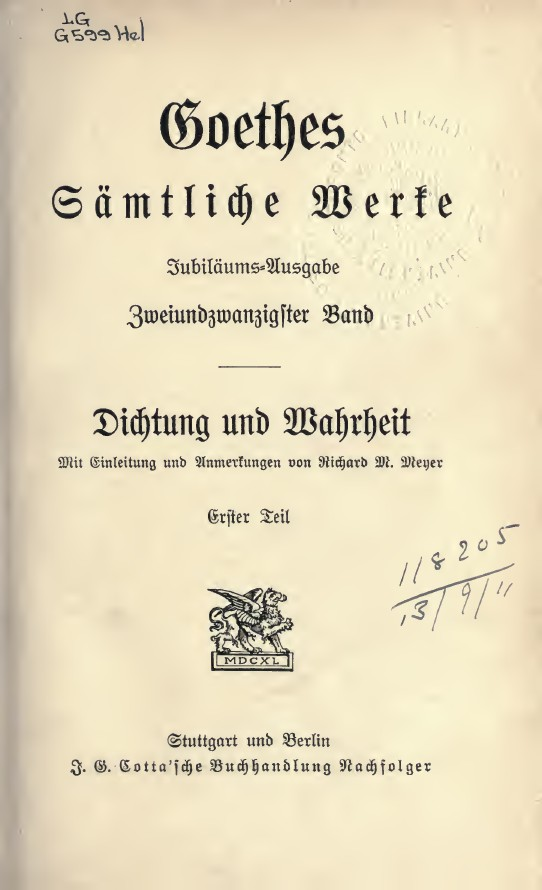
Dichtung und Wahrheit, édition allemande de 1903-1904

Le titre en allemand est Aus meinem Leben: Dichtung und Wahrheit. Le mot allemand « Dichtung » signifie à la fois "poésie" et "fiction", ce qui dénoterait une volonté d'ambiguïté (ou d'humour) dans la prise de distance de l'écrivain qui se retourne sur des expériences vécues dans son enfance et sa jeunesse. Aus meinem Leben pourrait se traduire plus littéralement par « extraits de ma vie ».
C'est dans Poésie et vérité que Goethe relate, entre autres, son principal amour de jeunesse pour Friederike Brion, la fille du pasteur de Sesenheim en Alsace, qui inspira le célèbre personnage de Gretchen dans Faust. Friederike n'était pas le premier amour du jeune Goethe qui avait rencontré auparavant à Francfort-sur-le-Main une « Gretchen » au sein d'une société de jeunes gens peu recommandables. C'est pour oublier « Gretchen » que le jeune homme quitta une première fois sa ville natale pour se rendre à Leipzig. Après un second départ de la ville de son enfance, eut lieu l'important séjour en Alsace avec la découverte de la cathédrale de Strasbourg en même temps que la fréquentation de Herder. À Strasbourg, où il devait terminer ses études de droit, au cours d'un curieux imbroglio, le jeune Goethe était tombé amoureux de la plus jeune fille du professeur de danse auprès duquel il prenait des leçons pour se produire dans la haute société, tandis que la seconde fille plus âgée du professeur de danse était tombée amoureuse de lui : celle-ci, en conflit avec sa sœur, maudit Goethe pour qui ce fut le second échec amoureux de sa jeunesse.